# Under the Moonspell
Under the Moonspell — EP португальской блэк-метал-группы Moonspell, записанный в 1994 г. Запись представляет собой смесь блэк-метала и этнических португальских и марокканских мотивов.

## Список композиций
1. «Allah Akbar! La ilaha illaAllah! (Praeludium / Incantatum Solstitium)» — (1:51) (instrumental)
2. «Tenebrarum Oratorium (Andamento I / Erudit Compendyum) (Interludium / Incantatum Oequinoctium)» — (7:25)
3. «Tenebrarum Oratorium (Andamento II / Erotic Compendyum)» — (6:02)
4. «Opus diabolicum (Andamento III / Instrumental Compendyum)» — (4:22)
5. «Chorai lusjtânja! (Epilogus / Incantatam Maresia)» — (1:46) (instrumental)

## Состав

### Члены группы
- Mantus Iberius Daemonium — гитара
- Tanngrisnir Imperator Ignis — гитара
- Langsuyar Tenebrarum Rex (Фернанду Рибейру) — вокал
- Neophytus Lupus Maris (Педру Пайшан) — клавишные
- Nisroth de Occulta Fraternitatis (Мигел Гашпар) — ударные, перкуссия
- Tetragrammaton Tremendae Majestatis (Жуан Педру) — бас-гитара

### Сессионные музыканты
- Сара Каррейраш — флейта
- Нуно Флорес — скрипка
- Антоньета Лопеш — женский бэк-вокал
- Сара Арега — стон на «Opus Diabolicum»
- Абдул Сьютеа — арабский вокал
- Sociedade Filarmonica — тимпан, гонг